# Украденное лицо
«Украденное лицо» (англ. Stolen Face) — британский фильм нуар режиссёра Теренса Фишера, который вышел на экраны в 1952 году.
Фильм рассказывает о лондонском пластическом хирурге Филипе Риттере (Пол Хенрейд), который влюбляется в американскую концертную пианистку Элис Брент (Лизабет Скотт). Когда Элис после непродолжительного романа с ним возвращается к своему жениху, Филип преобразует изуродованное шрамами лицо одной из тюремных заключённых Лили Коновер таким образом, что оно выглядит в точности как лицо Элис, после чего женится на ней. Однако, вскоре он видит, что даже с новой внешностью Лили (тоже Лизабет Скотт) сохраняет свои криминальные привычки. Тем временем, расставшись со своим женихом, Элис возвращается к Филипу, что приводит к острому противостоянию в финале между Филипом, Элис и Лили.
Современная критика высоко оценила картину как увлекательный маленький триллер с сильной постановкой Теренса Фишера и хорошей игрой Лизабет Скотт в двойной роли известной концертной пианистки и девушки из мелкой преступной среды.

## Сюжет
Лондонский пластический хирург, доктор Филип Риттер (Пол Хенрейд) вместе со своим ассистентом, доктором Джоном Уилсоном (Джон Вуд) принимает как небогатых пациентов, которым порой нечем заплатить, так и весьма обеспеченных клиентов. Однако если Филип считает, что операция не требуется или бесполезна, он отказывается от неё, даже несмотря на предложение щедрого гонорара. После работы Филип вместе с Джоном ездит к тюрьму, где делает пластические операции заключённым. Он полагает, что если удалить с лица заключённого уродующие его деформации и сделать его привлекательным, то и сам человек непременно исправится. И, согласно тюремной статистике, заключённые, которым Филип сделал операцию, после выхода из тюрьмы значительно реже возвращаются к преступной деятельности. Во время очередного посещения тюрьмы, тюремный врач, доктор Расселл (Арнольд Ридли) рассказывает о молодой заключённой Лили Коновер (Мэри Маккензи), которая во время войны получила ужасный шрам, а после войны стала грабительницей. Филип осматривает Лили, обещая ей новое лицо и новую жизнь. Тем же вечером по пути домой Филип ощущает такое изнеможение от переработок, что едва не засыпает за рулём и почти разбивает свою машину. Джек, который едет вместе с ним, садится за руль, а Филипу настоятельно рекомендует взять отпуск.
Филип на машине отправляется на отдых в загородный дом, однако в дороге попадает в проливной дождь, и вынужден остановиться на ночлег в ближайшей сельской гостинице. Когда он ложится спать, в соседнем номере кто-то кашляет и сморкается, не давая ему уснуть. Не выдержав, Филип выходит из номера с намерением предложить простудившемуся аспирин и виски. Дверь ему открывает очень привлекательная американка Элис Брент (Лизабет Скотт), которая, как вскоре узнаёт Филип, является популярной концертной пианисткой. В течение двух последующих дней Филип лечит Элис от простуды, а затем они не могут расстаться. Они остаются в деревенской гостинице ещё на неделю, проводя всё время вместе. В конце концов они понимают, что любят друг друга. Филип делает Элис предложение, однако она просит его ничего больше не говорить и убегает. Вечером они обнимаются, однако на утро, когда Филип заходит в комнату Элис, он видит, что она исчезла.
Вернувшись в Лондон, Филип находит её и звонит по телефону, однако она отказывается говорить с ним, прося своего концертного менеджера Дэвида (Андре Морелл) сказать, что она уехала на гастроли. Дэвид, который является женихом Элис, чует перемену в её настроении, однако она заявляет, что обязана ему многим и не оставит его. Вскоре они действительно уезжают на длительные европейские гастроли, по завершении которых собираются пожениться. Подавленный Филип не может сосредоточится на работе, и единственный проект, который его теперь интересует — это реконструкция лица Лили. Некоторое время спустя Элис звонит Филипу, извиняясь за свой побег, после чего говорит, что не может нарушить своё обещание Дэвиду выйти за него замуж. На протяжении нескольких месяцев Филип продолжает упорно работать над внешностью Лили, проводя серию изнурительных операций, в то время, как Элис продолжает выступать с концертами в Европе. После последнего концерта Дэвид заходит к Элис, говоря, что понял, что она любит другого. Считая, что не должен мешать её счастью, Дэвид заявляет, что уходит.
Тем временем Лили полностью восстанавливается после операций. Когда ей снимают бинты, то оказывается, что её лицо выглядит в точности как лицо Элис. Филип убеждён, что теперь, когда все внешние уродства Лили устранены и она стала красавицей, она будет порядочной женщиной, после чего делает ей предложение. В течение некоторого времени Филип делает из Лили женщину, которая смогла бы стать человеком его круга. Он покупает ей дорогие красивые платья, меняет макияж и причёску, добиваясь ещё большего сходства с Элис. Всё вроде бы идёт нормально, и Лили благодарна Филипу за его заботу. Однако вскоре начинаются проблемы. На концерте классической музыки Лили откровенно скучает, уговаривая Филипа пойти повеселиться в джазовый клуб. Хотя ему это не интересно, Филип уступает жене. В клубе Лили замечает своего старого приятеля Пита (Теренс О’Риган), с которым когда-то встречалась, и танцует с ним. Затем она приглашает Пита за их столик, и когда Пит просит Филипа сделать операцию его другу, у которого возникли проблемы, Филип немедленно встаёт и уводит Лили из клуба. Вскоре на улице Лили обращает внимание на брошь в ювелирном магазине, однако Филип отказывается её покупать. Уже на следующий день, к Филипу на работу приходит детектив полиции, заявляя, что есть веские основания считать, что Лили украла эту брошь из магазина. Филип выплачивает стоимость броши, закрывая дело. Вечером же, когда они направляются на приём, Лили надевает эту брошь. Увидев это, Филип рассказывает, что сегодня произошло, и убедительно просит её забыть о своих воровских привычках. Однако вскоре Лили задерживают в универмаге при попытке украсть норковое пальто. На этот раз Филип вынужден выплатить магазину крупную сумму, чтобы замять скандал. Филип настойчиво предлагает Лили обратиться к психиатру, однако она воспринимает это с раздражением и отказывается.
Тем временем Элис возвращается в Лондон и навещает Филипа в его кабинете. Она сообщает ему, что не вышла замуж за Дэвида, однако, это известие только усугубляет грустное настроение Филипа. Затем Элис замечает на столе фотографию Лили, после чего Филип рассказывает ей обо всём, что он сделал и что произошло. Увидев, как Элис выходит из их дома, Лили направляется к Филипу, заявляя ему, что он не получит Элис. Лили говорит, что он от неё не избавится, потому что создал её с тем лицом, которое хотел. Но с этого дня Лили будет жить так, как хочет она. Она будет общаться с ним тогда, когда она захочет. Лили предупреждает, что если ещё раз увидит Элис, то он пожалеет об этом, после чего выгоняет Филипа из комнаты. Филип приезжает к Элис, говоря, что хотел бы ей уехать вместе с ней куда угодно, где они могли бы быть вместе, однако понимает, что они всё равно не смогут пожениться и иметь детей. Вернувшись домой, Филип видит, что Лили закатила бурную пьяную вечеринку и откровенно флиртует с Питом. Возмущённый Филип просит всех немедленно уйти, а когда Пит говорит, что будет слушать только Лили, Филип даёт ему по физиономии.
В отчаянном состоянии Филип пишет Элис письмо, говоря, что его жизнь с Лили дошла до крайней точки, и дальнейшая жизнь без Элис для него не имеет смысла. Взволнованная Элис звонит Филипу на работу, выясняя, что он сегодня поездом уезжает в Плимут. Лили приезжает к доктору Уилсону, который пытается успокоить её. Когда Элис выходит из дома, то в дверях встречает подругу Лили, которая, приняв Элис за Лили, советует ей быть повнимательнее с мужем, так как если он оставит её без денег, то Пит сразу же бросит её. Она также советует быть с Филипом поосторожней, так как вчера вечером взгляд у него был убийственный. Узнав от служанки, что Лили тоже собралась в Плимут, Элис опасается, что в поезде Филип может убить свою жену. На машине Уилсона Элис мчится на вокзал, однако они успевают нагнать поезд только на второй остановке. Тем временем пьяная Лили находит купе Филипа и приводит его в бешенство своим грубым поведением и требованием выпивки. Когда Филип ей отказывает, она решает пойти за выпивкой сама, но путает двери, и отрывает дверь из вагона движущегося поезда. Филип успевает её схватить и вернуть в купе. В этот момент из коридора в купе входит Элис. Увидев, что Филип держит Лили, Элис решает, что Филип набросился на неё. Однако в этот момент Лили освобождается и бросается на Элис. Когда Филип пытается разнять их, Лили неаккуратно падает на незапертую дверь и вываливается из поезда, разбиваясь насмерть. Поезд останавливают, и кондуктор замечает, что это была красивая девушка, которая по крайней мере никогда не узнает, что значит жить изуродованной. Оставив Лили, Филип и Элис уходят в ночь.

## В ролях
- Пол Хенрейд — доктор Филип Риттер
- Лизабет Скотт — Элис Брент / Лили Коновер после операции
- Андре Морель — Дэвид
- Мэри Маккензи — Лили Коновер до операции
- Джон Вуд — доктор Джон «Джек» Уилсон
- Арнольд Ридли — доктор Расселл
- Сьюзен Стефен — Бетти
- Диана Бьюмонт — Мэй
- Теренс О’Риган — Пит Снайп

## Создатели фильма и исполнители главных ролей
Как написал историк кино Джереми Арнольд, фильм выпустила в США компания Lippert Pictures, глава которой Роберт Липперт в тот момент имел соглашение с британской компанией Hammer Films на дистрибуцию фильмов друг друга, каждый по свою сторону Атлантики. Для этого фильма Липперт нанял голливудских актёров Пола Хенрейда и Лизабет Скотт (причём её взял в аренду у компании Хэла Уоллиса). Липперт платил им зарплату и покрывал их расходы, но само производство оплачивала Hammer Films. Продюсером фильма был Уильям Хайндс, отец которого Уилл Хаммер, был одним из основателей компании. Хайндс вскоре сделает себе собственное имя как продюсер фильмов ужасов, благодаря которым студия Hammer сегодня известна более всего.
Это был третий фильм британского режиссёра Теренса Фишера для студии Hammer, и, согласно его биографу Уилеру Диксону, это был «проект, в который Фишер верил с самого начала». Это также был первый фильм, в котором «Фишер взялся за… в значительной мере фэнтезийный материал…, который получил ещё больший научно-фантастический уклон в финальном варианте сценария». В дальнейшем Фишер прославился постановкой на студии Hammer серии фильмов ужасов, включая «Проклятие Франкенштейна» (1957), «Дракула» (1958), «Собака Баскервилей» (1959), «Мумия» (1959) и «Дракула: Князь Тьмы» (1966).
Выходец из Австро-Венгрии, актёр Пол Хенрейд с приходом нацистов к власти в 1934 году эмигрировал в Великобританию, а в 1940 году — в США, где начал голливудскую карьеру. Наиболее известными картинами с участием актёра стали «Ночной поезд в Мюнхен» (1940), «Касабланка» (1942), «Вперёд, путешественник» (1942), «Обман» (1946) и «Бессмысленный триумф» (1948). Как позднее писал Хенрейд, на этом этапе своей карьеры «он был понижен до игры в менее значимых фильмах, так как его имя внесли в голливудский чёрный список». Однако, по словам Арнольда, «этот фильм прошёл достаточно хорошо, и в результате Липперт подписал Хенрейда на ещё один малобюджетный фильм „Ловушка“ (1953), который также продюсировала фирма Hammer. В качестве вознаграждения за оба фильма Хенрейд согласился на маленькую зарплату в обмен на процент от прибыли — и его расчёт оправдался».
Американская актриса Лизабет Скотт была признанной звездой нуара. Среди её многочисленных работ в этом жанре такие фильмы, как «Странная любовь Марты Айверс» (1946), «Рассчитаемся после смерти» (1947), «Я всегда одинок» (1947), «Западня» (1948) и «Слишком поздно для слёз» (1949). Однако после 1952 года карьера актрисы пошла на спад, а после 1957 года она снялась лишь в одном фильме «Чтиво» (1972).

## История создания фильма
Газета Daily Variety в июле 1951 года сообщила, что американский независимый продюсер Роберт Л. Липперт нанял актёров для съёмок в этом фильме, перечислив их гонорары Джеймсу Каррерасу, владельцу британской компании Exclusive Films, Ltd., которая будет продюсировать этот фильм.
По информации Американского института киноискусства, актрису Лизабет Скотт Липперт взял в аренду на этот фильм у продюсерской компании Хэла Уоллиса.
Администрация Административного кодекса возражала против изображения отрицательной героини — Лили — в качестве единственного персонажа, пытающегося отстоять «святость брака», в то время, как положительные главные герои «относятся к браку легкомысленно». В этой связи сценаристам поручили написать, что в последней сцене Филип запер внешнюю дверь поезда, после того, как Лили чуть не выпала через неё, чтобы показать, что его нельзя винить в смерти Лили.
Фильм находился в производстве с конца октября 1951 года до начала декабря 1951 года на студии Riverside Studios в Лондоне.
Премьера фильма состоялась в Лондоне 2 мая 1952 года, в прокат фильм вышел 16 июня 1952 года.

## Оценка фильма критикой

### Общая оценка фильма
По мнению современного историка кино Крейга Батлера, «этот интригующий маленький криминальный триллер является фильмом категории В, но довольно увлекательным». Хотя, конечно, трудно поверить в посылку фильма о том, что «пластический хирург создаст из заключённой образ женщины, которую он любит, и потом женится на ней». Исходя из такой посылки, ожидаешь, что это будет фильм об одержимости, но в действительности, всё приходит к романтической мелодраме. По мнению критика, режиссёр «Теренс Фишер ставит фильм сильно и с периодическими вспышками таланта, принимая ограничения сценария и подчёркивая его сильные стороны. И если к этому добавить несколько поразительных кадров, снятых оператором Уолтером Харви, то в результате получится в меру увлекательный маленький фильм нуар».
По мнению историка кино Денниса Шварца, это «неровный малый фильм ужасов о безумном учёном, который можно рассматривать как менее значимую вариацию на тему фильма „Глаза без лица“ (1959)». Как пишет критик, всё в нём «надуманно с самого начала», а «в невероятном окончании картины всё вообще выходит за грань, и остаётся только гадать, о чём при этом думали сценаристы». Как полагает Шварц, «студия Hammer, вероятно, хотела преподать моральный урок о том, что никогда нельзя красть лицо, даже если оно красивое, и ожидать, что оно сделает красивым человека без работы над его личностью».
Журнал TV Guide охарактеризовал картину как «интересную драму от Фишера того времени, когда он и студия Hammer ещё не стали известны своими фильмами ужасов». Как отметил историк кино Уиллард Диксон, этот фильм «доказывает изобретательность Фишера при работе с малыми бюджетами, так как он убедительно использовал повторно одни и те же ограниченные декорации для показа различный локаций». В целом, пишет Диксон, это «первый фильм, который намекает на зрелый стиль Фишера, который тот продемонстрирует в „Проклятии Франкенштейна“ (1957) и „Дракуле“ (1958) всего четыре с половиной года спустя».
По мнению историка кино Майкла Кини, «этот британский нуар немного надуман, но он хорошо срабатывает благодаря ловкой игре Скотт в двойной роли мягкой американской красавицы и сильно пьющей заключённой-кокни». Киновед Хэл Эриксон, подразумевая двойную роль Лизабет Скотт, назвал этот фильм «неплохим предшественником „Головокружения“ (1958) Альфреда Хичкока». Как написал историк кино Джереми Арнольд, «этот совместный британско-американский фильм в ретроспективе смотрится как интересное пересечение фильмов „Лицо женщины“ (1941) и „Головокружение“ (1958)».

### Оценка актёрской игры
Как пишет Арнольд, «Скотт получила единодушно хорошие отзывы за свою двойную роль, хотя фильм в целом посчитали немного неуклюжим и не вполне достоверным». Так, The Hollywood Reporter отметил, что «мисс Скотт прекрасно справляется со своей работой…, умело наделяя обоих персонажей отдельными и самобытными личностями. Хенрейд играет доктора с теплотой и чувственностью, вызывая больше симпатии, чем этот довольно неразумный персонаж в действительности заслуживает».
По мнению Батлера, фильм отличает «хорошая игра Пола Хенрейда и восхитительная работа Лизабет Скотт, которой очень продуманно удаётся показать своё разделение на хорошую и плохую девушку». Деннис Шварц также выделил Скотт в двойной роли «милой культурной концертной пианистки и грубой преступницы после операции».